# 2·8 독립 선언

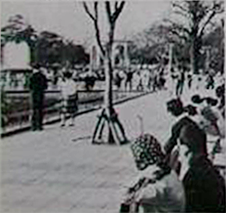
이광수가 2·8 독립 선언을 낭독한 도쿄 히비야 공원

2·8 독립 선언(二·八獨立宣言)은 1919년 2월 8일 일본 도쿄에서 조선 유학생들이 조선의 독립을 선언한 사건이다.

## 준비

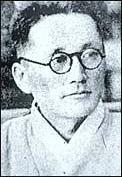
선언서의 작성자 춘원 이광수

일본에서 유학 중인 윤치영은 윤치호의 친구이자 동경 YMCA 총무로 있던 미국인 잭 데이비스의 소개로 그의 비서인 라이언 부인에게 영어 회화 개인지도를 받는 도중 '포틴 포인트(fourteen point)', '셀프 디터미네이션(self-determination)'과 같은 생소한 단어부터 시작해서 미국 대통령 우드로 윌슨의 파리 강화회의 참석이라든지 우리나라의 이승만, 정한경, 민찬호의 파리행 예정 기사 등을 듣게 되었다. 그는 사발통문을 통해 동경에 주재하던 다른 한인 유학생들에게 해당 소식을 전파하였다.
1918년 11월 23일, 한국으로 귀국하는 길에 일본을 방문한 윤치영의 중앙학교 동창인 여운홍은 동경 한인 유학생들을 만나서 미국 교포들의 독립자금 모금과 움직임, 국제 정세에 대해 상세한 소식을 전달해주었다.
1918년 와세다대학 철학과 학생이던 이광수는 베이징에 건너가 체류 중에 제1차 세계대전의 휴전, 민족자결주의, 윌슨 강령에 관한 소식을 들었다. 중국인들은 이 소식을 듣고 파리 강화 회의에서 중국의 완전한 독립이 이루어지기를 기대하였다. 이광수도 조선 독립의 희망을 품었으며, 파리강화회의에 중국대표 주정샹, 구웨이준, 후웨이더 등이 베이징을 떠난 후 이광수는 서울로 돌아가 현상윤 그리고 최린과 독립운동을 논의하였다. 이광수는 11월 동경으로 돌아가 와세다대학의 정경과에 있던 최팔용을 만나 결의를 밝혔고, 최팔용은 백관수, 김도연, 서춘, 김철수, 최근우, 김상덕 등의 동지를 얻었다. 이광수는 원문을 쓰고 영문으로 번역을 하였다. 최팔용은 이광수가 상해에 피하여 있을 것을 권유하였고, 이광수는 이 요구를 따라 상하이로 피신하였다.
본 독립선언은 만주 지린에서 발표되었던 무오 독립선언의 영향을 받은 것으로 상해에서 활동하고 있었던 김규식의 지시에 따라 조소앙이 동경에 파견되어 유학생들을 지도하여 이루어지게 되었다.

## 경과
동경 YMCA 회관에 모여든 조선 재일 유학생 400~600여 명 앞에서 최팔용이 ‘조선청년독립단’ 발족을 선언하고 이광수가 기초한 2·8독립선언서를 백관수가 낭독했다. 참여한 사람은 장영규, 최팔용, 윤창석, 김철수, 백관수, 서춘, 김도연, 송계백, 윤치영, 정공균, 변희용, 강종섭, 이정훈, 이봉수, 김승민 등이다.
이들은 "조선의 독립국임과 조선인은 자주민임을 선언"하였고, "최후의 일인까지 최후의 일각까지 민족의 정당한 의사를 쾌히 발표하라"며 민족의 궐기를 촉구했다. 독립선언서를 낭독한 후 가도로 나선 학생들은 최팔용의 사회로 대회 선언과 결의를 열광 속에 가결하고 독립운동의 구체적인 방향을 논의하려자 일본 경찰들이 들어닥쳐 해산을 명하였다.
그러나 참석자들은 이를 거부하여 큰 소란이 일어났다. 이들은 일경과 몸싸움을 벌이다 강제 해산되었고 사회자 최팔용 외에 약 60명이 검거, 8명의 학생들이 기소되었다. 그러나 학생들은 굴복하지 않고 2월 12일 오전에 50여 명의 조선인 학생들이 청년회관에서 독립운동을 협의하다가 검거되었다. 그들은 불법 출판물 혐의로 9개월 형을 살게되었는데, 내란죄가 적용되지 않은 이유는 일본이 조용히 이 사건을 무마시키려고 하였기 때문이었다.
이렇게 2월 한 달 내내 조선인 학생들의 독립운동이 일어났다. 이는 상해로 빠져나간 이광수에 의하여 조선과 해외에 보도되었으며, 이 사건은 다음 달 3월 1일 서울에서 이루어진 3·1 독립선언의 도화선이 되었다.

## 2·8 독립 선언서
2·8 독립선언서에 포함된 결의문은 다음과 같다.
| “ | 1. 본단은 일ㆍ한 합병이 오족(조선 민족)의 자유의사에 출치 아니하고 오족(조선 민족)의 생존 발전을 위협하고 동양의 평화를 요란케 하는 원인이 된다는 이유로 독립을 주장함. 2. 본단은 일본 의회 및 정부에 조선 민족 대회를 소집하야 대회의 결의로 오족(조선 민족)의 운명을 결할 기회를 여하기를 요구함. 3. 본단은 만국평화회의 민족자결주의를 오족(조선 민족)에게 적용하기를 요구함. 우 목적을 전달하기 위하야 일본에 주재한 각국 대사에게 본단의 의사를 각 정부에 전달하기를 요구하고 동시에 위원 3인을 만국평화회의에 파견함. 우 위원은 기히 파견된 오족(조선 민족)의 위원과 일치행동을 취함. 4. 전 제항의 요구가 실패될 시에는 일본에 대하야 영원히 혈전을 선함. 차로써 발생하는 참화는 오족(조선 민족)이 기책을 임치 아니함. | ” |

## 같이 보기
- 신한청년당
- 무오독립선언서
- 기미독립선언서
- 3.1 운동
- 최팔용
- 백관수
- 이광수
- 윤치영